# Дамаскиния
Дамаскиния или Виделуща или Виделуш (на гръцки: Δαμασκηνιά, Дамаскиния, до 1927 година Βιντελούστι, Виделусти, Βεδυλούστι, Ведилусти, катаревуса Βεδυλούστιον, Ведилустион) е село в югозападната част на Егейска Македония, Гърция. Селото е част от дем Горуша (Войо) на административната област Западна Македония.

## География
Селото е разположено 990 m надморска височина, в южното подножие на планината Одре (Одрия).

## История

### Праистория
Източно от Виделуща, в Одре, се намира пещерата Димница, която е обитавана в Новокаменната епоха.

### В Османската империя
Любезни Ламгьоти, Видилущени и Цукалохорити,
Чрезъ настоящето Ви съобщавамъ следното: Македонскиятъ комитетъ, който действува за освобождението на на нещестнитѣ християнски народности, които петь вѣка сѫ роби на турцитѣ, има повече отъ 6 години какъ работи вече въ съседнитѣ вамъ села безъ да Ви причини никакво зло, нито пъкъ се е отнесълъ къмъ васъ за подкрепа и помощь.
Известно Ви е, че ние се биемъ за свободата на всички народности, които населяватъ тая страна, Македония, безъ разлика дали тѣ сѫ българи, гърци или власи, защото всички сме подъ една и сѫща тирания. Напоследъкъ се явиха въ страната смесени гърко-турски чети, чиято цель е да подпомогнатъ турската власть, за да може да ни държи още подъ нейното иго. Жално е, че и Вий давате подслонъ и помощь на тия чети и съ това ставате причина да ce нанасятъ загуби въ съседнитѣ български села. Ако все така продължавате да работите и действувате, В. М. О. Р. О. ще бѫде заставена да вземе предпазителни мѣрки спрѣмо Васъ, като постѫпи съгласно нейнитѣ статути и закони, които сѫ строги и немилостни за всички неприятели отъ кѫдето и да произхождатъ тѣ. 
Прочее, помислете си и поправете се: не сте вие, които не знаете нашитѣ цели и намѣрения. На васъ е добре известно, че за добритѣ хора сме добри, но за лошитѣ ставаме по-зли. Преценете това, което ви съветватъ и препорѫчватъ вашитѣ началници и войводи отъ гръцкия комитетъ и го съпоставете съ това, което ний вършимъ; заключението е явно, че тѣ желаятъ да ви държатъ още подъ турското робство. 
Вижте какъ следъ нашитѣ героични подвизи Европа сериозно се заинтересува за Македонския въпросъ и не ще бѫде далечъ деньтъ, когато ще можемъ да заживѣемъ свободно въ милата ни татковина и Вий тогава ще скърбите и ще съжалявате подобно на Юда, но ще бѫде вече късно.
Съ поздравъ отъ Рѫководното тѣло на Костенарията.
Началник - Костандо. Войвода - К. Шкуртов
Костенария
1 януария 1905 г.
В края на XIX век Виделуща е село в Населишка каза на Османската империя. Селото е разположено на самата българо-гръцка етническа граница - на юг има само гръцки и влашки села. В 1885 година е издигната църквата „Успение Богородично“. Северозападно от селото, на връх в Одре е „Свети Йоан Предтеча“, която също е от XIX век.
Според статистиката на Васил Кънчов („Македония. Етнография и статистика“) в 1900 година Видолушъ има 405 жители българи християни. Според Кънчов мъжкото население в селото добре говорило гръцки, поради което някои автори погрешно го смятали за гръцко. В началото на XX век християнските жители на Виделуща са под върховенството на Цариградската патриаршия. По данни на секретаря на Българската екзархия Димитър Мишев („La Macédoine et sa Population Chrétienne“) в 1905 година във Видолище има 368 българи патриаршисти гъркомани.
Според Христо Силянов във Видолуща има комитет на ВМОРО. В началото на 1904 година капитан Вардас (Георгиос Цондос) убива трима от членовете му. Костенарийският районен войвода Киряк Шкуртов обаче не споменава подобно нещо и определя Видилуще като „гръцко село“ и база на гръцките андарти. Ръководител на гръцкия комитет в селото е учителят и свещеник в Жиковищкия манастир Стерьос Панайотидис.
В Екзархийската статистика за 1908/1909 година Атанас Шопов поставя Видолуще в списъка на „българо-патриаршеските, полупогърчени села“ в Населичка каза.
Според Георгиос Панайотидис, учител в Цотилската гимназия, Ведилусти (Βεδυλούστιον) е част от Костенарията и в 1910 година има около 120 „гъркогласни“ семейства. Според него то е последното гъркогласно село на север в Костенарията, като от него на северозапад има само „българогласни“ села, първото от които е Осничани. В селото работи основно гръцко училище с 1 учител и 80 ученици и 25 ученички, както и гръцка забавачница с 1 учител и 20 момчета.
На етническата карта на Костурското братство в София от 1940 година, към 1912 година Виделушъ е обозначено като гръцко селище.

### В Гърция
През Балканската война в 1912 година в селото влизат гръцки части и след Междусъюзническата в 1913 година Виделуща остава в Гърция. В 1927 година селото е прекръстено на Дамаскиния.
В селото има голям паметник на загиналите в сражението край Осничани андарти на 7 май 1906 година, начело с Андонис Влахакис и Леонидас Петропулакис.
В 1964 година е построена църквата „Свети Илия“, на мястото на стар храм от 1840 година, а в 1981 година – „Свети Атанасий“.
Населението традиционно произвежда жито, картофи, тютюн и други земеделски продукти, като се занимава и със скотовъдство.
| Име      | Име        | Ново име  | Ново име    | Описание                                  |
| -------- | ---------- | --------- | ----------- | ----------------------------------------- |
| Прамбори | Πράμπορι   | Палеомили | Παλαιόμυλοι | река на З от Виделуща                     |
| Бучища   | Μπούτσιστα | Агионери  | Άγιονέρι    | река на С от Виделуща, приток на Катинища |

| Година    | 1913 | 1920 | 1928 | 1940 | 1951 | 1961 | 1971 | 1981 | 1991 | 2001 | 2011 | 2021 |
| --------- | ---- | ---- | ---- | ---- | ---- | ---- | ---- | ---- | ---- | ---- | ---- | ---- |
| Население | 642  | 573  | 607  | 737  | 678  | 570  | 383  | 345  | 354  | 306  | 152  | 77   |

## Галерия
- Паметник на „македонските бойци“
- Бюст на Андонис Влахакис
- Кметството в селото

## Личности
Родени в Дамаскиния
- Георгиос Панайотидис, просветен деец, учител в Нестиме, оцелял при покушение от българи в 1897 година, по-късно преподавател в Цюрихския университет[21]
- Папастерьос Панайотидис (Παπαστέργιος Παναγιωτίδης), гръцки свещеник в началото на XX век и деец на гръцката въоръжена пропаганда в Македония[21]

Починали в Дамаскиния
- Христо Насков (? – 1944), български революционер, ръководител Македоно-българския комитет в Костурско